# Петровский сельский совет (Балаклейский район)
Петровский сельский совет — входит в состав Балаклейского района Харьковской области Украины.
Административный центр сельского совета находится в селе Петровское .

## История
- 1928 — дата образования.

## Населённые пункты совета
- село Петровское
- село Берестянки
- село Завгороднее

## Ликвидированные населённые пункты
- село Песковатое